# Opperkofen
Opperkofen ist ein Gemeindeteil der Gemeinde Feldkirchen im niederbayerischen Landkreis Straubing-Bogen.

## Lage
Das Kirchdorf Opperkofen liegt etwa einen Kilometer südlich von Feldkirchen auf der Gemarkung Mitterharthausen. Bei Opperkofen kreuzen sich die Kreisstraßen SR 23 und SR 32.

## Geschichte
Bereits im 9. Jahrhundert wird der Ort in den Traditionen von Kloster St. Emmeram erwähnt: 889/891 tauschte ein Edler namens Waltunc ein Lehen bei Otprehtinchofa. Das erste Herzogsurbar aus der Zeit um 1228/1241 weist hier eines der wenigen herzoglichen Güter und Rechte im Amt Straubing auf: „Oprehtkoven ain hof der giltet sehs schaf rocken, ain swin oder vierzic pfennige, drizic kaese, zwa gense, vier hunre, hundert aier.“ Der landesherrliche Hof ist auch in den Kastenbüchern von 1479 und 1502 verzeichnet. Bei der Konskription im Jahr 1752 gab es in Opperkofen, das zur Obmannschaft Mitterharthausen gehörte, vier Anwesen.
1811 kam Opperkofen zum Steuerdistrikt Feldkirchen und bei der Gemeindebildung 1821 zur Gemeinde Mitterharthausen. Mit dieser gelangte es 1978 im Zuge der Gebietsreform in Bayern zur Gemeinde Feldkirchen.

## Sehenswürdigkeiten
- Filialkirche der Schmerzhaften Muttergottes. Die kleine Barockanlage des späten 17. Jahrhunderts wurde nach einem Brand 1866 vergrößert und mit einem Turm versehen.  Sie gehört zur Pfarrei St. Laurentius in Feldkirchen.